# 베키 크루엘

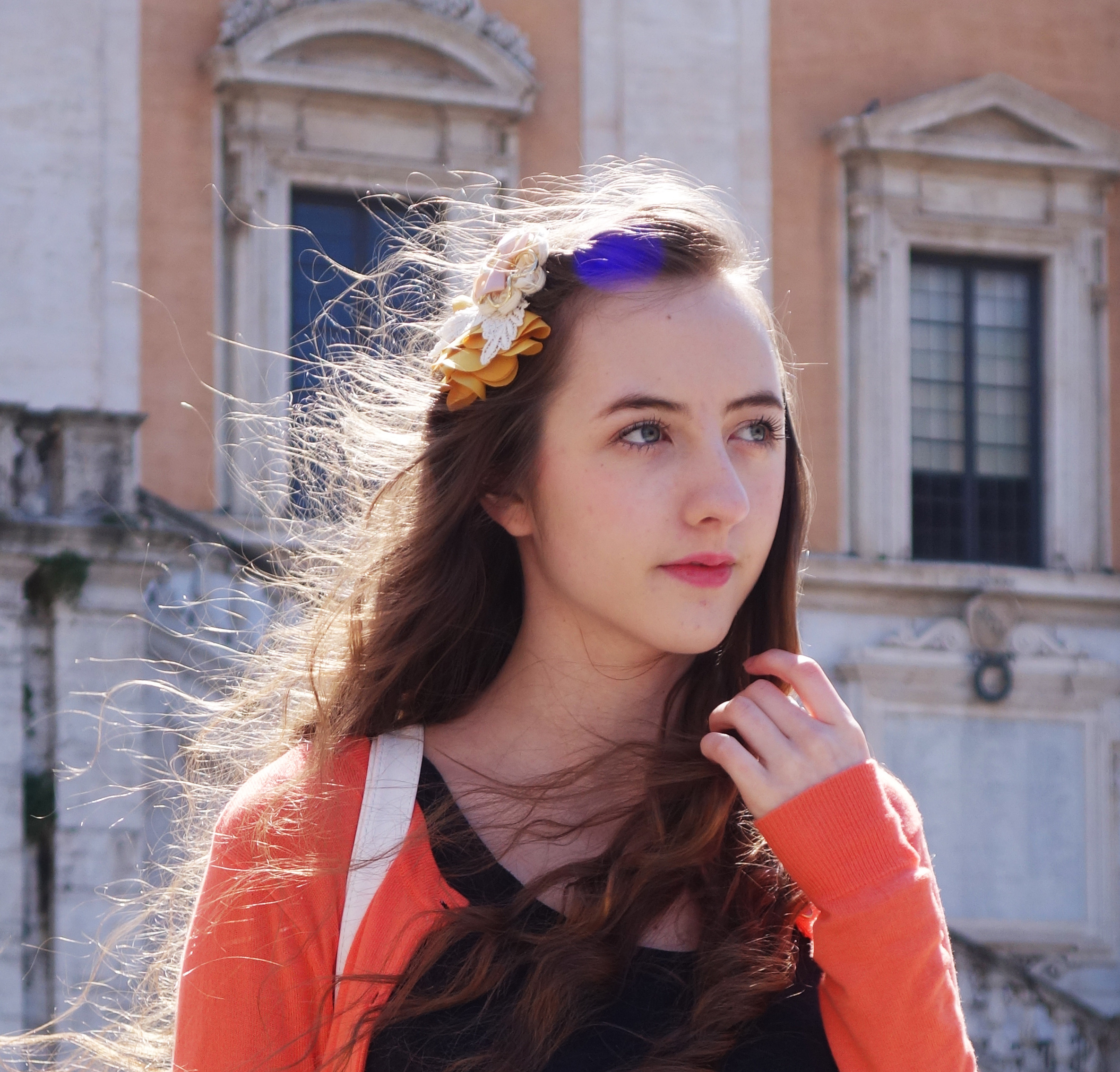
2015년 4월 로마에서의 모습

베키 크루엘(Beckii Cruel, 본명: 레베카 앤 플린트, Rebecca Anne Flint, 1995년 6월 5일 ~ )는 영국의 유튜버이자 마케팅 기업가이자 전직 가수이다. 플린트는 경력 초기에 유튜브에서 커버 댄스 동영상으로 유명해졌으며, 업로드 조회 수는 2천만 회, 구독자 수는 10만 명을 넘었다. 2010년에 플린트의 커버 댄스 동영상 중 하나가 일본에서 큰 인기를 끌었고, 한때 그녀는 일본에서 구독자가 가장 많은 사용자 17위에 올랐다. 이로 인해 플린트는 데뷔 싱글 "Tsubasa o Kudasai"를 발표하고 그녀의 이미지를 중심으로 크루엘 에인절스(Cruel Angels)라는 걸 그룹을 구성하는 일본에서 짧은 아이돌 경력으로 이어졌다. 그녀는 나중에 패션에 초점을 맞추기 위해 비디오 콘텐츠를 전환했다.
2016년부터 플린트는 온라인 마케팅에 집중하기 시작했다. 2019년 3월, 그녀는 런던의 인플루언서 마케팅 대행사인 피퍼 스튜디오(Pepper Studio)를 공동 창립했다.